# D.A.M.
D.A.M. (Akronym für Destruction and Mayhem) ist eine englische Thrash-Metal-Band aus Morecambe, die im Zeitraum von 1986 bis 1988 gegründet wurde und sich 1992 wieder auflöste.

## Geschichte
Die Band wurde im Jahr 1986, 1987 oder 1988 von Gitarrist John Bury und seinem Bruder und Schlagzeuger Phil gegründet. In ihrer Biographie gibt die Band als erste Veröffentlichung die Demoaufnahme Human Wreckage an, bei den Angaben zur Besetzung hingegen die Veröffentlichung Destruction & Mayhem, die zusammen mit Bassist und Sänger Stuart Capstick und Gitarrist Tony Martin um 1987 aufgenommen worden sei. Nach der Veröffentlichung erreichte die Band einen Vertrag bei Noise Records. Die Besetzung bestand zu diesem Zeitpunkt aus Sänger Jason McLoughlin, den Gitarristen Elly und John Bury, Bassist Andy Elliot und Schlagzeuger Phil Bury. Nach der Vertragsunterzeichnung begab sich die Band ins Studio, um ihr Debütalbum aufzunehmen, das im Jahr 1989 unter dem Namen Human Wreckage erschien. Dadurch hatte die Band die Möglichkeit als erste westliche Band in Berlin nach dem Mauerfall zu spielen. Produziert wurde die Veröffentlichung in Berlin von Harris Johns (Sodom, Tankard, Coroner). Es folgten diverse Tourneen, um das Album zu bewerben, sodass die Band zusammen mit Gruppen wie Toranaga, Dark Angel, Nuclear Assault, Acid Reign, Xentrix, Re-Animator, Celtic Frost und Candlemass spielte. Im Jahr 1990 verließ Gitarrist Elly und wurde durch Dave Pugh ersetzt. Danach folgte im Jahr 1991 das Album Inside Out. Nach der Veröffentlichung verließ Pugh die Band, um Skyclad beizutreten. Danach kam Gitarrist Dave Harrison zur Band, welcher schon auf dem Demo Human Wreckage zu hören war. Die Gruppe änderte ihren Namen in Dam um und veröffentlichte 1992 das Demo Kaleidoscope, ehe sich die Band noch im selben Jahr auflöste.

## Stil
In der Anfangszeit von D.A.M. lagen die Einflüsse in der New Wave of British Heavy Metal, den Frühwerken von Metallica und Iron Maiden. Inhaltliche Einflüsse sind Weltraumreisen, das Sonnensystem, das Universum, Marvel Comics und Science-Fiction. Auf ihrem ersten Album Human Wreckage spielte die Band klassischen, einfach strukturierten Thrash Metal im US-amerikanischen Stil, während die Lieder auf Inside Out weitaus komplexer wurden.

## Diskografie
als D.A.M.
- Destruction & Mayhem oder Human Wreckage (Demo, um 1987, Eigenveröffentlichung)
- Human Wreckage (Album, 1989, Noise Records)
- 3-Way Thrash (Split-VHS mit Candlemass und Dark Angel, 1990, Stand VCI)
- Inside Out (Album, 1991, Noise Records)

als Dam
- Kaleidoscope (Demo, 1992, Eigenveröffentlichung)